# Vojakkala (Loppis)
Vojakkala är en by i Loppis kommun i Egentliga Tavastland, ca 20 km från Loppis kyrkoby.
Vojakkala har antagligen varit bebodd sedan 1200-talet och är en av Loppis äldsta byar. Byggnaderna vid Vojakkala ligger tätt kring vägkorsningen i byns mitt. Det gamla byområdet bestod av stamhemmana Kallela, Lukana och Siukola. Huvudbyggnaderna uppfördes eller utökades till sin nuvarande storlek i början av 1900-talet. I slutet av 1800-talet fungerade Kallela som gästgiveri. Byn och dess äldsta åkar avgränsas i söder av sjön Kaartjärvi och i övrigt av skogsmarker. Tillsammans med byn Topeno är Vojakkala en bebyggd kulturmiljö av riksintresse.
Under semesterperioden mångdubblas Vojakkalas befolkning. Om somrarna anordnas  dans i byns dansbana.

### Webbkällor
- Vojakkala bys webbplats (finska)